# Brice Menet
Brice Menet (ur. 17 czerwca 1979 w Rennes) – francuski wioślarz.

## Osiągnięcia
- Mistrzostwa Europy – Poznań 2007 – dwójka podwójna wagi lekkiej – 4. miejsce[1].
- Mistrzostwa Świata – Poznań 2009 – czwórka podwójna wagi lekkiej – 4. miejsce[1].